# نیوپورت (آرکانزاس)
نیوپورت (آرکانزاس) (به انگلیسی: Newport, Arkansas) یک شهر در ایالات متحده آمریکا با جمعیت ۷٬۸۷۹ نفر است که در آرکانزاس واقع شده‌است.

## موقعیت جغرافیایی
موقعیت جغرافیایی شهرها و مناطق اطراف به شرح زیر است: